# 1253 Frisia
Az 1253 Frisia (ideiglenes jelöléssel 1931 TV1) a Naprendszer kisbolygóövében található aszteroida. Karl Wilhelm Reinmuth fedezte fel 1931. október 9-én, Heidelbergben.